# Haus der Sieben Faulen
Das Haus der Sieben Faulen in der Bremer Böttcherstraße Nr. 7 wurde zwischen 1924 und 1927 nach Entwürfen von Eduard Scotland und Alfred Runge als HAG-Haus erbaut. Es zählt zu den interessantesten Zeugnissen deutscher Architektur der Zwischenkriegszeit.
Das Gebäude steht seit 1973 unter Bremer Denkmalschutz.

## Geschichte

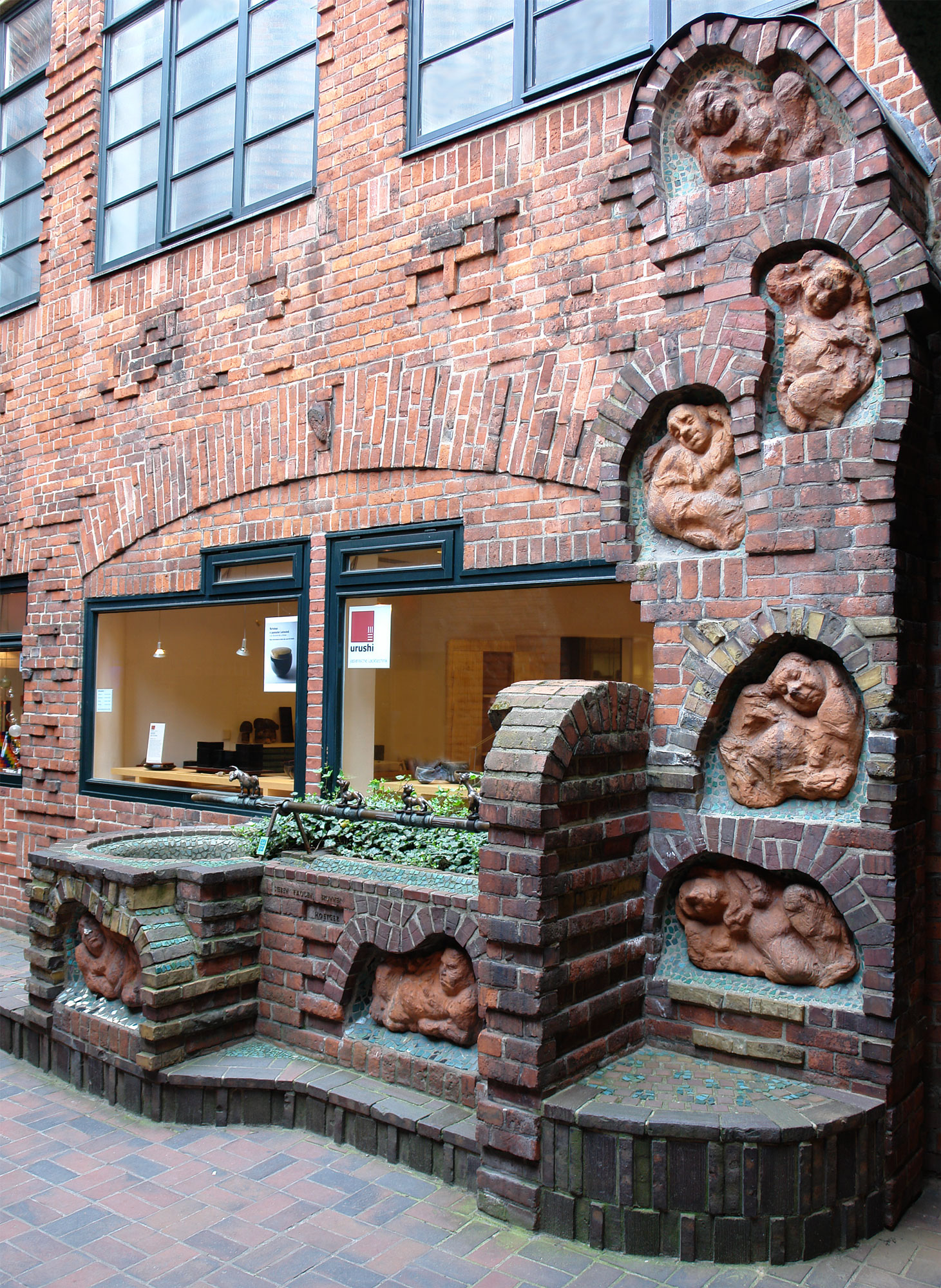
Sieben-Faulen-Brunnen im Innenhof des Paula-Becker-Modersohn-Hauses

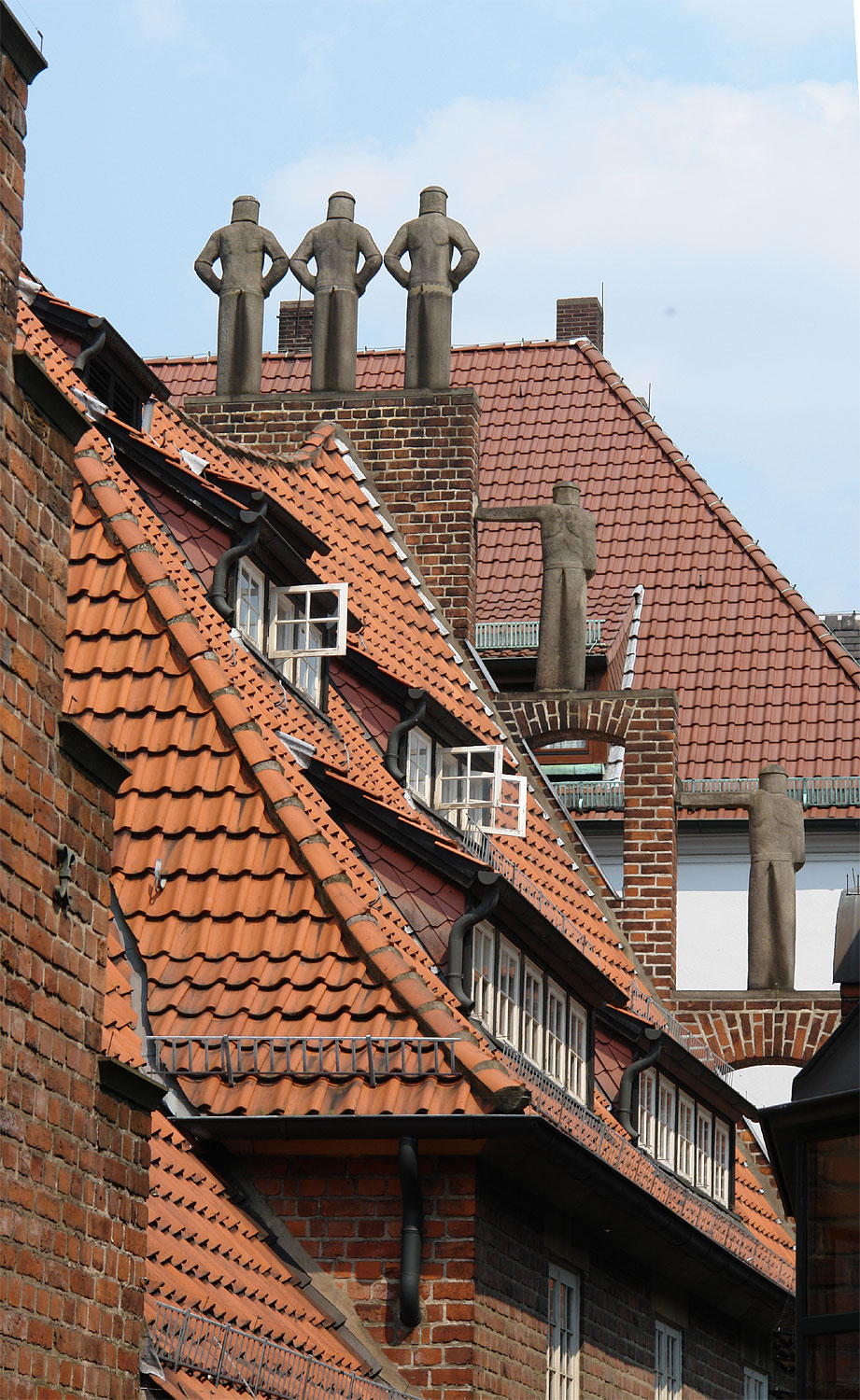
Figuren auf dem Haus von Aloys Röhr

An der Böttcherstraße (früher Bödeker strate) standen um 1900 mehrere zweigeschossige, traufenständige, kleine Gewerbehäuser, die im Zuge der neuen Bebauung an der Böttcherstraße ab um 1921 abgerissen wurden. Charakteristisch waren mehrere horizontale Strebebögen von Wand zu Wand über der Straße.
Ludwig Roselius hatte den Senat und die baubehördlichen Gremien der Stadt mit dem Plan überzeugt, in der Nähe des Marktplatzes im Einklang mit der norddeutschen Bautradition eine kleine Kolonie für Künstler und Kleinkunsthandwerker mit Ateliers, Läden und Wohnungen entstehen zu lassen. Roselius erwarb 1924 deshalb vom Bremer Staat das Erbbaurecht für 60 Jahre für die Grundstücke Böttcherstraße Nr. 15 bis 19 (alte Nummerbezeichnungen). Nach dem Umbau des Roselius-Hauses und den Packhäusern Böttcherstraße 4 bis 5 konnte von 1924 bis 1927 die Neubebauung der Böttcherstraße auf der Westseite fortgesetzt werden.
In dem Haus waren zunächst Ausstellungs- und Gesellschaftsräume von Kaffee Hag sowie Läden und die Geschäftsstelle des Deutschen Werkbundes untergebracht.
Im Oktober 1944 zerstörten Brandbomben fast die gesamte Böttcherstraße. Die Gebäude wurden bis 1954 fast originalgetreu wieder aufgebaut.
1979 verkaufte Ludwig Roselius jun. die Böttcherstraße als Teil der Kaffee HAG an General Foods (heute Mondelēz International), sie wurde aber 1981 von der Familie Roselius zurückgekauft. 1989 übernahm die Sparkasse Bremen bis auf das Haus Atlantis die gesamte Straße inklusive ihrer Gebäude. 2004 ging die Böttcherstraße in die Stiftung Bremer Sparer-Dank über. Betrieben wird sie durch die Böttcherstraße GmbH, einer Tochter der Finanzholding der Sparkasse in Bremen.
In den Räumen des Gebäudes befinden sich heute (Stand 2014) verschiedene Geschäfte.

## Name
Zunächst hielt sich für den Gesamtkomplex die Bezeichnung als HAG-Haus, später setzte sich für den Bauteil an der Martinistraße mit dem Treppengiebels die Bezeichnung Haus St. Petrus durch.
Die Benennung nach den Bremer Sagengestalten der Sieben Faulen erfolgte erst nach dem Wiederaufbau 1954. Die Legende wurde von dem Bremer Volksmärchen-Schriftsteller Friedrich Wagenfeld aufgeschrieben. Sie erzählt von sieben faulen Söhnen eines armen Bauern, die in die Welt hinaus ziehen und mit innovativen Ideen zurückkommen. Als große, von Aloys Röhr 1924–27 geschaffene Steinfiguren auf den Absätzen des Treppengiebels erinnern sie ebenso an die populäre Legende wie die Tonreliefs von Bernhard Hoetger auf dem Sieben-Faulen-Brunnen im Innenhof des wenige Schritte entfernten Paula-Becker-Modersohn-Hauses.

## Bauwerk
Die lang gestreckte Bebauung an der Böttcherstraße Nr. 7 und zwischen der Straße Hinter dem Schütting, an der platzartigen Erweiterung am Roselius-Haus und gegenüber dem Paula Becker-Modersohn-Haus, entwarfen die Architekten Runge und Scotland.
Das zweigeschossige, traufenständig Backsteingebäude hat durchweg eine geringe Grundstückstiefe, mit einem bewegten Firstverlauf. Bei der Gestaltung fanden die Stilmittel einer norddeutschen Neogotik als Heimatschutzarchitektur Anwendung mit der Aufnahme der regionalen Bautradition. Durch Gauben, Galerien und Zwerchgiebel gelang den Architekten eine abwechslungsreiche Fassadengestaltung. Wie alle Gebäude an der Böttcherstraße prägen die roten Backsteine die Fassaden.
Der Laubengang im Erdgeschoss berücksichtigte den zur Erbauungszeit noch möglichen Fahrverkehr.
Die Figuren der Sieben Faulen auf dem Giebel zur Straße Hinter dem Schütting sind vom Bildhauers Aloys Röhr aus Münster. Bei der Beseitigung von Kriegsschäden fanden Vereinfachungen statt. Von der kunstgewerblich hochrangigen originalen Ausstattung ist heute nur die ehemalige Probierstube der Kaffee-HAG mit Fliesenwänden erhalten. Der bildhauerische Schmuck an der Fassade stammt von Engelhard Tölken.